# Finn Baloldali Szövetség
A Finn Baloldali Szövetség vagy Baloldali Unió (Vasemmistoliitto) egy finnországi párt.
A pártot 1990-ben alapították azzal a céllal, hogy folytassa a Finn Népi Demokratikus Unió hagyományait a finn radikális és demokratikus baloldal pártjakánt. Az FNDU, az FKP és a Finn Nők Demokratikus Szövetsége az új párt alapításakor be is fejezte működését, tagjaiknak az új pártba való belépését javasolták, melyhez többek között baloldali érzelmű zöldek és feministák is csatlakoztak. A BU célja „szociálisan és gazdaságilag igazságos, a környezet szempontjából tartós társadalom megvalósítása”. Korlátozni akarják a tőke hatalmát, gyűjtőpártként pedig egyesíteni kívánják a munkásmozgalom és az újkeletű állampolgári mozgalmak cselekvési hagyományait. Az 1990-es években a Baloldali Unió volt a negyedik legnagyobb párt, 2-2 miniszterrel részt vette Paavo Lipponen első, majd második kormányában. A 2007-es választásokon 17 képviselői helyet nyertek el a 200 tagú Eduskuntában. Az EU Parlamentben jelenleg 1 fővel képviseltetik magukat a GUE-NGL frakcióban.